# Saint-Laurent-les-Bains
Saint-Laurent-les-Bains è un ex comune francese di 160 abitanti situato nel dipartimento dell'Ardèche della regione dell'Alvernia-Rodano-Alpi. Il 1º gennaio 2019 il comune si è fuso con quello di Laval-d'Aurelle per formare il comune di Saint-Laurent-les-Bains-Laval-d'Aurelle.

## Società

### Evoluzione demografica
Abitanti censiti